# Kanton Bruay-la-Buissière
Bruay-la-Buissière is een kanton van het Franse departement Pas-de-Calais. Het kanton maakt deel uit van het arrondissement Béthune.
Het kanton omvatte voor 2015 uitsluitend de gemeente Bruay-la-Buissière. In 2015 werd het kanton uitgebreid met gemeenten uit de voormalige kantons Houdain en Aubigny-en-Artois.

## Gemeenten
Het kanton Bruay-la-Buissière omvat de volgende gemeenten:
- Bajus
- Beugin (Belgin)
- Bruay-la-Buissière (Bruwaei) (hoofdplaats)
- Caucourt
- La Comté
- Estrée-Cauchy
- Fresnicourt-le-Dolmen
- Gauchin-Légal
- Hermin
- Houdain
- Maisnil-lès-Ruitz
- Rebreuve-Ranchicourt